# Municipio de Zapotiltic
El municipio de Zapotiltic es un municipio de la Región Sur del estado de Jalisco, México. Su cabecera es la localidad de Zapotiltic. Se encuentra aproximadamente a 115 km al sur de Guadalajara. Según el Conteo de Población y Vivienda de 2015, el municipio tenía 29,190 habitantes.  Su nombre proviene del náhuatl y se interpreta como: "Lugar de Zapotes Negros". Posee una extensión territorial de 150  km² y su población se dedica principalmente al sector terciario.

## Toponimia
La palabra Zapotiltic proviene de la unión de los vocablos náhuatl, "Tzápotl" (zapote) y "tlíitic" (negro); lo cual se interpreta como: "lugar de zapotes negros". El nombre se adoptó, por la abundancia de este fruto en la antigüedad.

## Escudo
El escudo de armas, está elaborado principalmente con elementos indígenas propios de Zapotiltic y algunos modernos de carácter universal y local que representan en conjunto, la defensa de la integridad, la tradición, la identidad, el presente y futuro municipales y sus aportaciones.
Los elementos que conforman su escudo, como la coraza y la espada, representan su protagonismo en el acontecer de los hechos del universo y su preocupación por que éstos continúen, razón por la cual se manifiesta como guerdián y guerrero.  
Las palabras aztecas Tzapotl y Tiltic escrituras en el banderín significan “Zapote Negro” o “Zapote Prieto”, respectivamente, y son el origen etimológico del actual Zapotiltic.  
Los dos círculos entrelazados representan la unión; los colores rojo escarlata y amarillo canario, considerados como calientes, su fuerza y temperamento. Los colores y forma de su escudo simbolizan una fuerza moderna, organizada, progresista y humana, en la que cada cual asume su puesto con responsabilidad. Fuerza manifestada a la luz del mundo en el color azul.  
Los brazos, la simbolización de la fuerza y el mismo cielo, median entre naturaleza, espíritu y materia espiritualizada; la primera de éstas, expresada en la agricultura y los paisajes de la parte inferior izquierda; la segunda, representada por el libro de piedra que aparece en el lado inferior derecho, el cual manifiesta su moral, filosofía, religión, política y arte; y, la tercera, representada por el engrane, símbolo de transformación y modernización de la vida en la, región.  
Los distintivos laterales sugieren la pertenencia a México, la adhesión a sus postulados de paz, trabajo e independencia y la lucha por su autodeterminación y soberanía.  
La caña retorcida en forma de espada, representa el arma que todos y cada uno de nosotros deberíamos usar, para llevar a cabo "la transformación positiva de la naturaleza, la sociedad y la cultura para el bienestar y progreso de la humanidad.”  
Este escudo de armas, creado por el Prof. José Luis Cobián, fue oficialmente acordado por acta de cabildo n.º 26, de fecha 10 de diciembre de 1986.

## Historia
Orígenes prehispánicos
Zapotiltic, originalmente conocido como Tzapotl tiltic, fue un asentamiento indígena gobernado por el cacique Tlamazollan. Algunos historiadores sostienen que su origen se remonta al siglo VI, cuando diversos cacicazgos y tribus aborígenes de Tuxpan, Tamazula y Zapotlán se establecieron en la región. Estas comunidades formaron un núcleo poblacional en Tuxpan, y posteriormente algunas familias se asentaron cerca del río Coahuayana. Tras la conquista española, estos grupos se trasladaron al área que actualmente ocupa la cabecera municipal de Zapotiltic.
Participación en la Guerra del Salitre
Hacia finales del siglo XV, los habitantes de Tzapotiltic participaron en la llamada Guerra del Salitre, que culminó en 1510 con la derrota de los tarascos y la consolidación del dominio del Rey de Colima sobre la región. Este monarca brindó apoyo a los pueblos aliados como Tzapotiltic, Zacoalco y Sayula, para luego someterlos a su autoridad.
Conquista española
Con la llegada de los conquistadores españoles, el rey Tangaanzan II, temeroso por la caída del Imperio Azteca, acudió a México-Tenochtitlán a entregar su cetro y ofrecer su reino. Además, denunció al Reino de Colima, rival histórico, lo que provocó una expedición militar ordenada por Hernán Cortés. Esta fue encabezada por los capitanes Juan Álvarez y Alonso de Ávalos.
Álvarez, al dirigirse a Coalcomán, fue derrotado por las fuerzas del Rey de Colima. En cambio, Alonso de Ávalos, que marchó hacia Mazamitla, no encontró resistencia, ya que los ejércitos indígenas habían sido convocados a Colima. Esto permitió a Ávalos presentarse como libertador de los pueblos locales, aunque estos quedaron finalmente bajo dominio español.
Entre 1526 y 1529, Gonzalo de Sandoval, también enviado por Cortés, logró someter la capital del Reino de Colima y los pueblos costeros, incluyendo a Zapotiltic, que pasó de estar bajo el dominio colimense a formar parte del territorio conquistado por los españoles.
Organización colonial
Tras la conquista, el territorio fue dividido en dos grandes provincias: Nueva Galicia y la Provincia de Colima. Zapotiltic fue integrado en la Provincia de Ávalos, nombrada en honor a Alonso de Ávalos, aunque subordinada a Nueva Galicia. Esta provincia comenzaba sus límites en lo que hoy es la estación de Santa Ana, sobre la vía férrea Guadalajara–Manzanillo. La ubicación estratégica de Zapotiltic generó conflictos jurisdiccionales entre los departamentos de Tuxpan, Zapotlán y Tamazula.
Aproximadamente diez años después de la conquista, la región fue afectada por una severa epidemia que redujo la población a una cuarta parte. A pesar de esto, el lugar logró repoblarse gracias a su fertilidad, clima favorable y ubicación estratégica como cruce de caminos, particularmente en la ruta entre Guadalajara y la costa del Pacífico.
Desarrollo colonial y religioso
El auge del tránsito comercial incrementó la importancia de Zapotiltic como punto de paso para mercancías provenientes de Colima, incluyendo sal de Cuyutlán, mariscos y productos llegados en barcos desde Japón y las Californias. Personajes destacados como el capitán Francisco Cortés de San Buenaventura, fray Juan de Zumárraga, don Vasco de Quiroga y el virrey Antonio de Mendoza transitaron por esta ruta.
Inicialmente, el núcleo poblacional más importante fue la Congregación de San Bartolomé, situada a legua y media del río Coahuayana. Sin embargo, el comercio y la interacción con viajeros impulsaron el traslado progresivo de la población al sitio actual de Zapotiltic, lo que llevó al abandono de la antigua congregación.
La evangelización de la región fue liderada por fray Martín de Jesús y fray Juan de Padilla. Posteriormente, fray Lorenzo de Zúñiga se convirtió en el primer religioso residente. En 1629, el padre Diego Serrano construyó la iglesia local, la cual fue anexo del convento franciscano de Tuxpan hasta 1699, cuando pasó a depender del convento de Tamazula bajo el nombre de convento de Santiago de Tzapotiltic.
Época independiente
En 1825, Zapotiltic ya contaba con ayuntamiento propio y estaba integrado en el departamento de Zapotlán el Grande, correspondiente al 4.º cantón de Sayula. Para 1856, fue reasignado al 9.º cantón de Zapotlán el Grande (actual Ciudad Guzmán). Aunque no se conoce con certeza el decreto de su elevación a municipio, ya es mencionado como tal en la legislación del 4 de marzo de 1831.
En 1944 se funda de la Cabecera Municipal

## Descripción geográfica

### Ubicación
Zapotiltic se localiza al sureste del estado de Jalisco, entre las coordenadas extremas de 19º38’05" a los 19º53’10" de latitud norte y de los 103º10’00" a los 103º29’30" de longitud  oeste; a una altitud de 1302 metros sobre el nivel del mar.
El municipio colinda al norte con los municipios de Zapotlán el Grande y Tamazula de Gordiano; al este con el municipio de Tamazula de Gordiano; al sur con los municipios de Tamazula de Gordiano, Tecalitlán y Tuxpan; al oeste con los municipios de Tuxpan y Zapotlán el Grande.

### Topografía
La mayor parte de su superficie está conformada por zonas semiplanas (65%); formadas por lomas y laderas; le siguen en proporción las zonas planas (26%) y en mínima proporción las zonas accidentadas (9%).
Suelos. El territorio está constituido por terrenos del período cretácico. La composición de los suelos es de tipos predominantes Feozem Háplico, Regosol y Cambisol Éutrico y Andasol Húmico, y se clasifican como cafés y café rojizo del bosque. El municipio tiene una superficie territorial de 51,092 ha, de las cuales 10,049 son utilizadas con fines agrícolas, 32,998 en la actividad pecuaria, 1,333 son de uso forestal, 133 son suelo urbano y 5,269 hectáreas tienen otro uso, no especificándose el uso de 1,310. En lo que a la propiedad se refiere, una extensión de 25,002 ha es privada y otra de 24,780 es ejidal; no existiendo propiedad comunal. De 1,310 ha no se especifica el tipo de propiedad.

### Hidrografía
El municipio pertenece a la región hidrológica Armería-Coahuayana. Sus recursos hidrológicos son proporcionados por el río Tuxpan o Tamazula, que cruza el municipio; así como por los arroyos: Taximaxtla, Aserradero, Tía Pancha, Las Juntas, Ocotillos, Puente Chico, Potrero, El Mango, El Torreón, el Toro, La Calera, El Pedregal, El Barro, Agua Salada, Barranca de Meliz, Barranca del Agua, Barranca de la Yerbabuena y Barranca del Limón; además de los manantiales de El Cortijo y de El Rincón.

### Clima
El clima es semiseco, con otoño, invierno y primavera secos, y semicálidos, sin cambio térmico invernal bien definido. La temperatura media anual es de 17.5 °C, con máxima de 27 °C y mínima de 12.1 °C. El régimen de lluvias se registra en los meses de junio, julio y agosto, contando con una precipitación media de 760.8 milímetros. El promedio anual de días con heladas es de 10.9. Los vientos dominantes son en dirección del noroeste.

## Flora y fauna

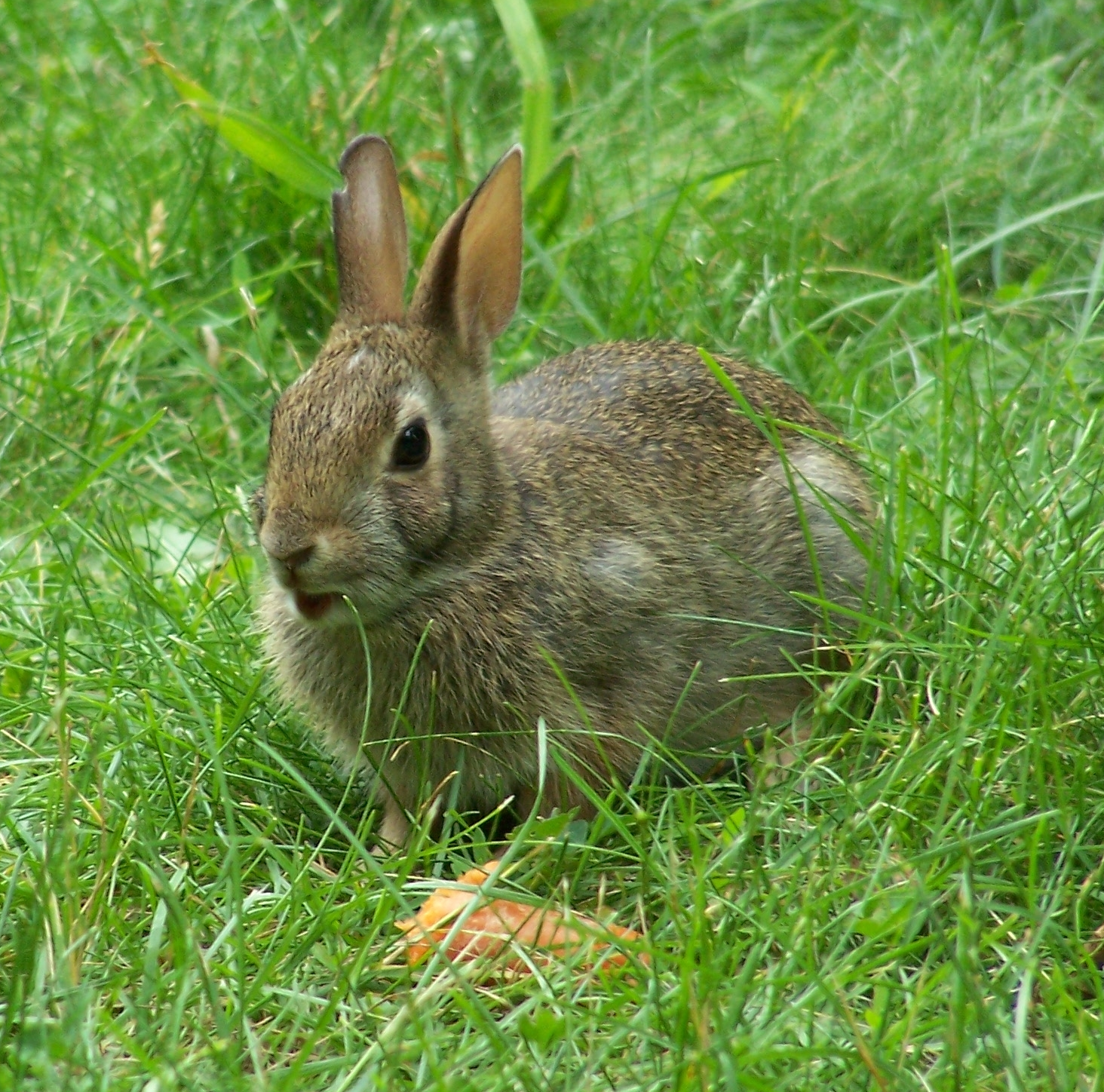
El conejo habita en el municipio.

En las partes altas o boscosas hay pino y encino, y en las laderas y lomas hay huizache, mezquite y pastos.
El coyote, el conejo, la ardilla, el zorrillo, la rata de campo y algunos reptiles habitan el municipio.

## Economía
El 22.15% de los habitantes se dedica al sector primario, el 27.43% al sector secundario, el 47.17% al sector terciario y el resto no se específica. El 32.71% de la población se encuentra económicamente activa. Las principales actividades económicas son: agricultura, industria y ganadería.
- Ganadería: Se cría ganado bovino y porcino. Además de aves y colmenas.
- Agricultura: Destacan el maíz, sorgo, tomate, jícama y caña de azúcar.
- Comercio: Predominan los establecimientos dedicados a la venta de productos de primera necesidad y los comercios mixtos que venden artículos diversos.
- Servicios: Se ofrecen servicios financieros, profesionales, técnicos, administrativos, comunales, sociales, turísticos, personales y de mantenimiento.
- Industria: La principal actividad es la industria de la transformación, que produce cal, cemento y marmolina. Se encuentra en el municipio una fábrica de Cementos tolteca.
- Minería: Existen yacimientos de cal.
- Explotación forestal: Se explota el pino y el encino.
- Turismo: Destacan las obras arquitectónicas y los atractivos naturales.

## Infraestructura
- Educación

El 92,37% de la población está alfabetizada, de los cuales el 25,80 % ha terminado la educación primaria. El municipio cuenta con 22 preescolares, 31 primarias, 10 secundarias y 2 centros de capacitación para el trabajo.
- Salud

La atención a la salud es atendida por la Secretaría de Salud, el Instituto Mexicano del Seguro Social, y por médicos particulares. El Sistema para el Desarrollo Integral de la Familia (DIF) se encarga del bienestar social. Cuenta con 10 casas de salud, 1 módulo y 5 unidades de salud.
- Deporte

El municipio cuenta con centros deportivos que tienen en su conjunto instalaciones adecuadas para llevar a cabo diversos deportes como fútbol (balompié), frontenis, frontenis a mano, baloncesto (basquetbol), fútbol rápido, juegos infantiles y principalmente el ciclismo de montaña. Además posee plaza cívica, casa de la cultura, biblioteca, parques, jardines y centro recreativo.
- Vivienda

Según el II Conteo de Población y Vivienda de 2005 del INEGI, cuenta con 6.718 viviendas, las cuales generalmente son privadas. El 96,26% tiene servicio de electricidad, el 93,73% tiene servicio de drenaje y agua potable. Su construcción es generalmente a base de adobe, tabique, ladrillo y teja.
- Servicios

El municipio cuenta con servicios de alumbrado público, rastros, estacionamientos, vialidad, tránsito, parques, aseo público, seguridad pública, cementerios, mercados, jardines y centros deportivos.
En cuanto a los servicios básicos, el 98,8% de los habitantes disponen de agua potable, el 95,1% de alcantarillado y el 98,1% de energía eléctrica.
- Medios y vías de comunicación

Cuenta con correo, teléfono, servicio de radiotelefonía, telégrafo, fax, señal de radio, televisión y celular. El transporte foráneo se efectúa a través de la carretera Guadalajara-Ciudad Guzmán-Jiquilpan. Cuenta con una red de caminos rurales que comunican las localidades. Hay autobuses públicos o vehículos de alquiler y particulares. El transporte ferroviario se realiza a través de las líneas México-Guadalajara-Nogales; y el transporte aéreo se lleva a cabo por medio de una aeropista.

## Demografía
Según el II Conteo de Población y Vivienda del INEGI, el municipio tiene 79,290 habitantes, el 0.31% de la población son indígenas purépechas.
| 25,187 | 27,981 | 28,981 | 27,290 | 29,192 | 33,713 |
| (Fuente: https://www.economia.gob.mx/datamexico/es/profile/geo/zapotiltic https://www.gob.mx/cms/uploads/attachment/file/43150/Jalisco_121.pdf) |        |        |        |        |        |

### Localidades
En el censo de 2020 el municipio de Zapotiltic contaba con 27 localidades.
| Código INEGI    | Localidad                       | Población (2020) |
| --------------- | ------------------------------- | ---------------- |
| 141210001       | Zapotiltic                      | 27 260           |
| 141210021       | El Rincón                       | 2 912            |
| 141210025       | Tasinaxtla                      | 692              |
| 141210010       | El Coahuayote                   | 567              |
| 141210012       | El Cortijo                      | 456              |
| 141210005       | Villa Lázaro Cárdenas           | 353              |
| 141210023       | San Rafael                      | 334              |
| 141210022       | San José de la Tinaja           | 326              |
| 141210013       | Ferrería de Providencia         | 322              |
| 141210024       | Santa Gertrudis                 | 113              |
| 141210009       | Cerca Lisa                      | 93               |
| 141210011       | Coamecatila                     | 83               |
| 141210086       | Frente de Huescalapa            | 78               |
| 141210018       | El Mastranzo                    | 33               |
| 141210067       | La Nogalera                     | 23               |
| 141210074       | Puente la Tolteca               | 20               |
| 141210084       | Colonia Tepeyac de la Guadalupe | 9                |
| 141210029       | Las Higueras                    | 8                |
| 141210031       | La Tempranilla                  | 6                |
| 141210020       | El Mirador                      | 4                |
| 141210037       | La Galera                       | 4                |
| 141210057       | El Colomito                     | 4                |
| 141210071       | Palos Verdes                    | 4                |
| 141210072       | Pastor de Arriba                | 4                |
| 141210052       | La Taberna                      | 3                |
| 141210053       | Alfalfa y Bombita               | 1                |
| 141210059       | Crucero del Zapote              | 1                |
| Total municipal | Total municipal                 | 33 713           |

### Religión
El 96.23% profesa la religión católica; sin embargo, también hay creyentes de los Testigos de Jehová, Protestantes, Mormones y otras doctrinas. El 0.57% de los habitantes ostentaron no practicar religión alguna.

## Cultura

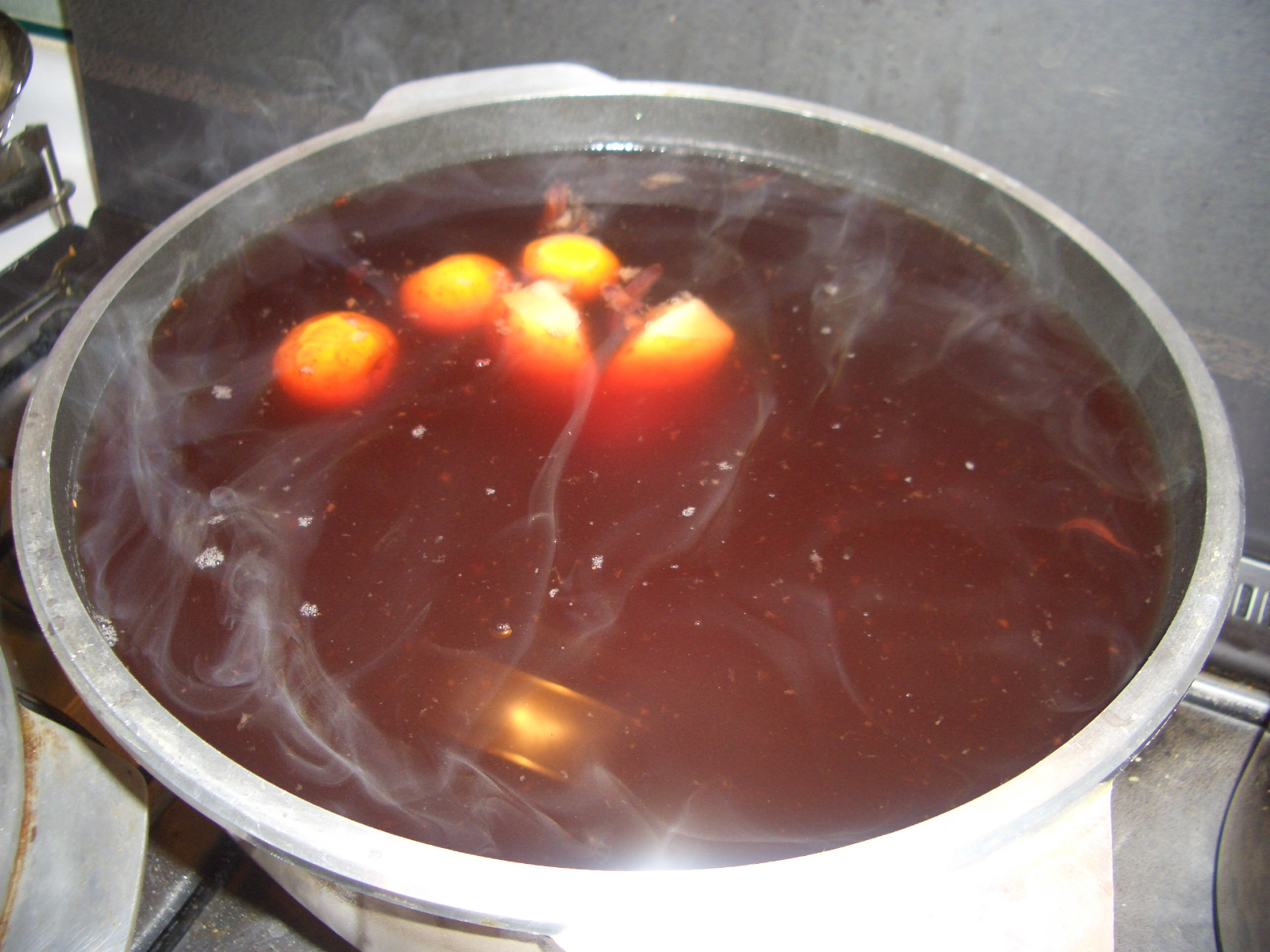
Ponche de frutas.

- Gastronomía: Destaca la birria de chivo; de sus dulces, los cacahuates garapiñado y la palanqueta de nuez; de sus bebidas, el ponche de granada.
- Trajes típicos: El cotón de manta.
- Artesanías: Elaboración de textiles de lana y huaraches.

### Sitios de interés
Los alrededores de Zapotiltic también son un mosaico de diversas manifestaciones de arquitectura y riqueza natural, con espacios para el regocijo y sobre todo escenarios por los que bien vale la pena el recorrido; entre ellos destaca por su estructura centenaria la Exhacienda Huescalapa, un viejo casco construido con robustos portales rodeando el patio central, que evoca con su diseño épocas de esplendor y auge hacendario; tan es así, que hay otro ejemplo de aquellos tiempos de capataces cabalgando y grandes plantaciones, pero más aún de casonas impresionantes, en la Hacienda del Rincón, antiguo ingenio azucarero con atractivas construcciones rodeado de bellos escenarios naturales; de ahí hay que dirigirse a donde la diversión y la convivencia con la naturaleza regalen al viajero horas interminables de sosiego y momentos inolvidables, para lo cual deberá dirigirse al Parque Recreativo El Salvial, donde las enormes piedras rodeadas de vegetación durante todo el año, han provocado que también se le conozca como Parque de las Piedras, aunque no es nombre oficial; otro lugar que es obligado visitar es la Presa del Calaque, que inmersa en pleno corazón de la Sierra del Tigre es marco para el ecoturismo y el turismo de aventura como ___, además de la propia belleza del vaso.
| Arquitectura - Parroquia del Señor del Perdón. - Iglesia de la hacienda de Huescalapa. - El Acueducto. - Capilla de San Mamés. - El Torreón. | Balnearios - Agua Caliente. - El Cortijo. | Parques y reservas - El Salvial. - El Cortijo. - El Calaque. - Hacienda El Rincón. - Hacienda de Huescalapa. - Jardín principal. | Sitios históricos - Casco de la Hacienda del Rincón. - Museo de la Hacienda del Amor. - Museo Comunitario Antonio Vargas |

### Fiestas y tradiciones
Fiestas civiles
- Como en el resto de México, Zapotiltic celebra las Fiestas Patrias en el mes de septiembre. Las actividades incluyen eventos artísticos, culturales, deportivos y cívicos, destacando el Grito de Independencia el 15 de septiembre.[10]
- Aniversario de la Revolución mexicana: El 20 de noviembre.
- Bajada de los Arbolitos: Tradición artesanal llevada a cabo el 15 de septiembre, en la que habitantes de las comunidades de El Lindero y El Pueblito desfilan portando estructuras decoradas con flores de Santa María y papel de china picado. Estas piezas, conocidas como "arbolitos", están montadas sobre varas o maderos y hacen alusión a las festividades patrias. El desfile inicia en El Lindero y culmina frente al palacio municipal.
- Feria de Mayo: Celebrada de manera paralela a las Fiestas de Mayo, la Feria de Mayo incluye una amplia gama de actividades culturales y recreativas, como presentaciones artísticas, eventos deportivos, peleas de gallos, charrerías, serenatas, bailes populares y actos de recibimiento. La feria concluye con un desfile de carros alegóricos, el cual tiene lugar al día siguiente del Jueves de la Ascensión.

Fiestas religiosas

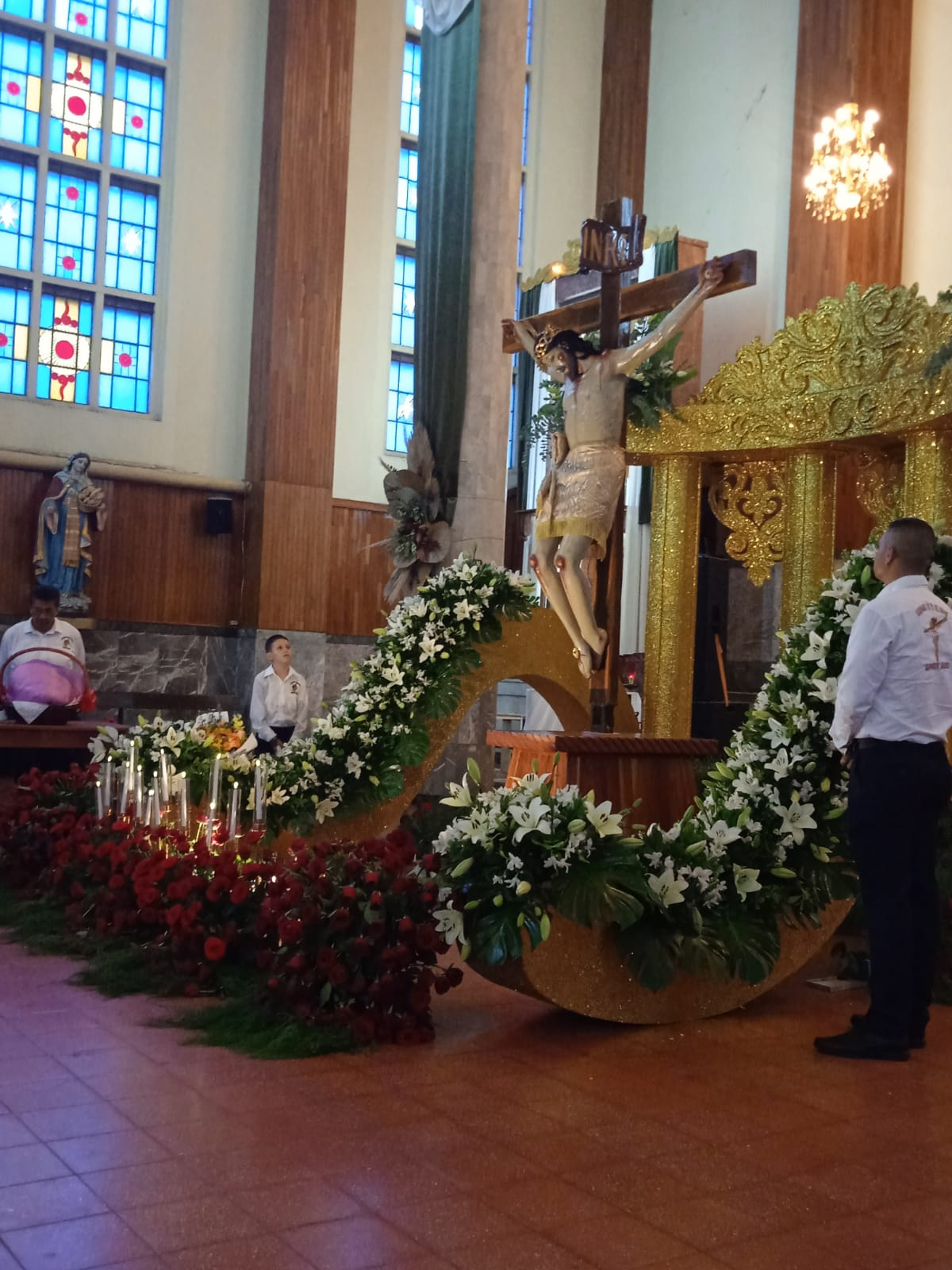
Altar dentro del templo del Señor del Perdón

- Semana Santa: jueves y viernes Santos.
- Guadalupanas. 12 de diciembre.

- Fiestas de Mayo: Las Fiestas de Mayo constituyen la celebración más tradicional e importante del municipio de Zapotiltic. De carácter tanto religioso como profano, esta festividad se realiza anualmente en el mes de mayo, iniciando 28 días después del Domingo de Resurrección. Durante trece días, se llevan a cabo peregrinaciones organizadas por los distintos barrios y comunidades del municipio hacia el Templo del Señor del Perdón.
- Cristo Rey: Esta festividad se celebra en la comunidad de El Rincón durante el mes de noviembre, en honor a Cristo Rey.
- Vía Crucis Viviente: Cada año, al finalizar la Cuaresma, se representa un Vía Crucis viviente en la localidad, rememorando la Pasión de Cristo mediante una escenificación teatral.
- Visitas al "Cerrito": Cada 12 de diciembre, fieles acuden al cerro cercano a la comunidad de Huescalapa, donde, según la tradición local, se apareció la Virgen de Guadalupe sobre una piedra.
- Encendios: Durante el mes de mayo se celebran en los distintos barrios las fiestas conocidas como "Encendios", dedicadas a la Santa Cruz.
- Romería de la Virgen del Sagrario: Esta romería se efectúa anualmente el 1 de diciembre, cuando la imagen de la Virgen del Sagrario es trasladada desde Tamazula hasta Zapotiltic. El 31 de enero se realiza el regreso de la imagen a su lugar de origen.
- Romería del Santo Niño de Atocha: Todos los lunes, fieles realizan una romería hacia la localidad de Huescalapa para visitar la imagen del Santo Niño de Atocha.[10]

#### Tradiciones
Entre las tradiciones más representativas de Zapotiltic destacan diversas expresiones de danza. La danza de los sonajeros, de origen Tuxpaneco, es una de las más reconocidas, junto con las danzas autóctonas dedicadas a La Guadalupana. Estas manifestaciones culturales se caracterizan por el uso de instrumentos y vestimentas tradicionales que han permanecido sin modificaciones significativas a lo largo del tiempo.

### Personas destacadas
| - Ricardo Cortés Rivera. Fabricante de Relojes Monumentales, Músico y Compositor. Fundador de Relojes Relkcrom. - Estela Núñez. Cantante Intérprete - Margarita María Gutiérrez Enríquez. Médico. Premio Nacional de Altruismo - Bernabé Navarro. Académico. Filósofo. - Aurora Munguía. Profesora. Historiadora. Religiosa. - Jesús Gómez Fregoso. Sacerdote, Académico, Filósofo. - José Villa. Músico. - José Mendoza Cortés. Músico. - Jesús Reyes. Músico. - Epifanio Rivera. Pintor. - Jesús Santiago Arce. Historiador. - Francisco Ceballos. Historiador. - Ramón Crisóstomo Velasco Músico, Cantante. - Francisco Melchor escultor - Pedro Sánchez Andrade Escultor, escritor, Director Y Cofundador de la Casa de la Cultura Zapotiltic - Roberto Crisostomo Chacón Pintor, Maestro de pintura - Catarino Rodríguez Pitero Tradicional de Sonajeros - José Adrián Crisóstomo Velazco. Ejecutante de danza Folclórica. Maestro, Director del Grupo Folclórico Xochipilli por 25 años en la casa de la Cultura Zapotiltic - Adolfo Pech Chuil. Maestro, Gestor Cultural, Historiador, Fundador y Director de la Casa de la Cultura Zapotiltic, Jalisco - Jesús Ramos Cibrián. Pitero Tradicional y fundador de cuadrillas de sonajeros en la región sur de Jalisco. |

## Gobierno
Su forma de gobierno es democrática y depende del gobierno estatal y federal; se realizan elecciones cada tres años, cuando se elige al presidente municipal y su cabildo. El presidente municipal es Jorge Irineo Silva Sánchez, militante del partido político Hagamos , el cual fue elegido en las elecciones del 2 de junio de 2024.
El lunes 16 de marzo de 1936 fue tomado a sangre y fuego el Palacio Municipal, por órdenes del Gobierno del Estado, ya que el presidente municipal saliente, Cayetano Vega, se negó a entregar el poder. Murió, así como su hermano Inocencio Vega. Además de miembros del Ejército, participaron: Julio Lares Rodríguez, presidente electo; Serafín González, Maximiano Llamas, Fortunato Lares y Aurelio Reyes, entre otros.
El municipio cuenta con 38 localidades, siendo las más importantes: Zapotiltic (cabecera municipal), Arco de Cobianes (El Coahuayote), El Rincón, Tasinaxtla (La Cañada), Aserradero, Huescalapa, Villa Lázaro Cárdenas (Aserradero).

### Presidentes municipales
| Presidente municipal              | Período               | Partido político              | Notas                                            |
| Aniceto Ceballos Manríquez        | 1912                  |                               |                                                  |
| José María Sánchez                | 1915                  |                               |                                                  |
| Francisco Ceballos Sánchez        | 1920                  |                               |                                                  |
| Magdaleno Torres                  | 1921                  |                               |                                                  |
| Daniel Serrano García             | 1923–1924             |                               |                                                  |
| Alberto Chávez                    | 1925                  |                               |                                                  |
| Emeterio Núñez                    | 1926                  |                               |                                                  |
| David Ceballos Campos             | 1928                  |                               |                                                  |
| Daniel Vargas Cuevas              | 1929                  |                               |                                                  |
| Tomás C. Salgado                  | 1929                  | PNR                           |                                                  |
| Lucio Sánchez Sánchez             | 1930                  | PNR                           |                                                  |
| Benito Torres Milanés             | 1931                  | PNR                           |                                                  |
| Daniel Gutiérrez González         | 1933                  | PNR                           |                                                  |
| Cayetano Vega                     | 1936                  | PNR                           |                                                  |
| Julio Lares Rodríguez             | 1936                  | PNR                           |                                                  |
| Maximiano Llamas González         | 1937–1938             | PNR                           |                                                  |
| Trinidad Alvarado Tirado          | 1939                  | PRM                           |                                                  |
| Francisco Montañez García         | 1940                  | PRM                           |                                                  |
| José Cárdenas Ceballos            | 1941                  | PRM                           |                                                  |
| Maximiano Llamas González         | 1942                  | PRM                           |                                                  |
| Manuel Cárdenas Zepeda            | 1943                  | PRM                           |                                                  |
| Martín Juárez Gómez               | 1944                  | PRM                           |                                                  |
| Maximiano Llamas González         | 1945–1946             | PRM                           |                                                  |
| Roberto Sánchez García            | 1947                  | PRI                           |                                                  |
| Rodolfo Gutiérrez García          | 1948                  | PRI                           |                                                  |
| José Vega Villanueva              | 1949                  | PRI                           |                                                  |
| Juan Ceballos Larios              | 1950–1951             | PRI                           |                                                  |
| J. Isaac Mendoza Villalvazo       | 1952                  | PRI                           |                                                  |
| José Mendoza Cortés               | 1953–1955             | PRI                           |                                                  |
| N/D                               | 1956–1973             |                               |                                                  |
| Alfredo Sánchez Vargas            | 1974–1976             | PRI                           |                                                  |
| Salvador Farías Sánchez           | 1977–1979             | PRI                           |                                                  |
| José Lares Casillas               | 1980–1982             | PRI                           |                                                  |
| Santiago Moreno C.                | 1982                  | PRI                           |                                                  |
| Antonio Vega Cortés               | 01-01-1983–31-12-1985 | PRI                           |                                                  |
| Adolfo Ceja García                | 01-01-1986–31-12-1988 | PRI                           |                                                  |
| Fernando Cárdenas Tirado          | 1989–1992             | PRI                           |                                                  |
| Roberto Flores Ramos              | 1992–1995             | PRI                           |                                                  |
| Jorge Galván Montaño              | 1995–1997             | PAN                           |                                                  |
| José Agustín Saavedra Iglesias    | 01-01-1998–31-12-2000 | PRI                           |                                                  |
| Fernando Ceballos Sánchez         | 01-01-2001–31-12-2003 | PRI                           |                                                  |
| Raúl Sánchez Sánchez              | 01-01-2004–31-12-2006 | PRD                           |                                                  |
| Jesús Roberto Campos Fernández    | 01-01-2007–31-12-2009 | PAN                           |                                                  |
| Federico Sánchez Pérez            | 01-01-2010–30-09-2012 | PAN                           |                                                  |
| Ramiro Jr Farías Martínez         | 01-10-2012–30-09-2015 | PRI PVEM                      | Coalición "Compromiso por Jalisco"               |
| René Santiago Macías              | 01-10-2015–30-09-2018 | PAN PRD                       |                                                  |
| Francisco Gerardo Sedano Vizcaíno | 01-10-2018–05-03-2021 | PAN                           | Pidió licencia para buscar la reelección         |
| Argelia Ochoa Rodríguez           | 06-03-2021–2021       | PAN                           | Interina                                         |
| Francisco Gerardo Sedano Vizcaíno | 01-10-2021–¿?-03-2024 | PAN                           | Fue reelegido el 06/06/2021                      |
| Fernando Cárdenas Montaño         | ¿?-03-2024–30-09-2024 | PAN                           | Interino                                         |
| Jorge Irineo Silva Sánchez        | 01-10-2024–           | Hagamos PVEM PT Morena Futuro | Coalición "Sigamos Haciendo Historia en Jalisco" |

## Ciudades hermanas
- Tlaquepaque, Jalisco, México.[38]